# عبد الرؤوف الفنصوري السنكيلي

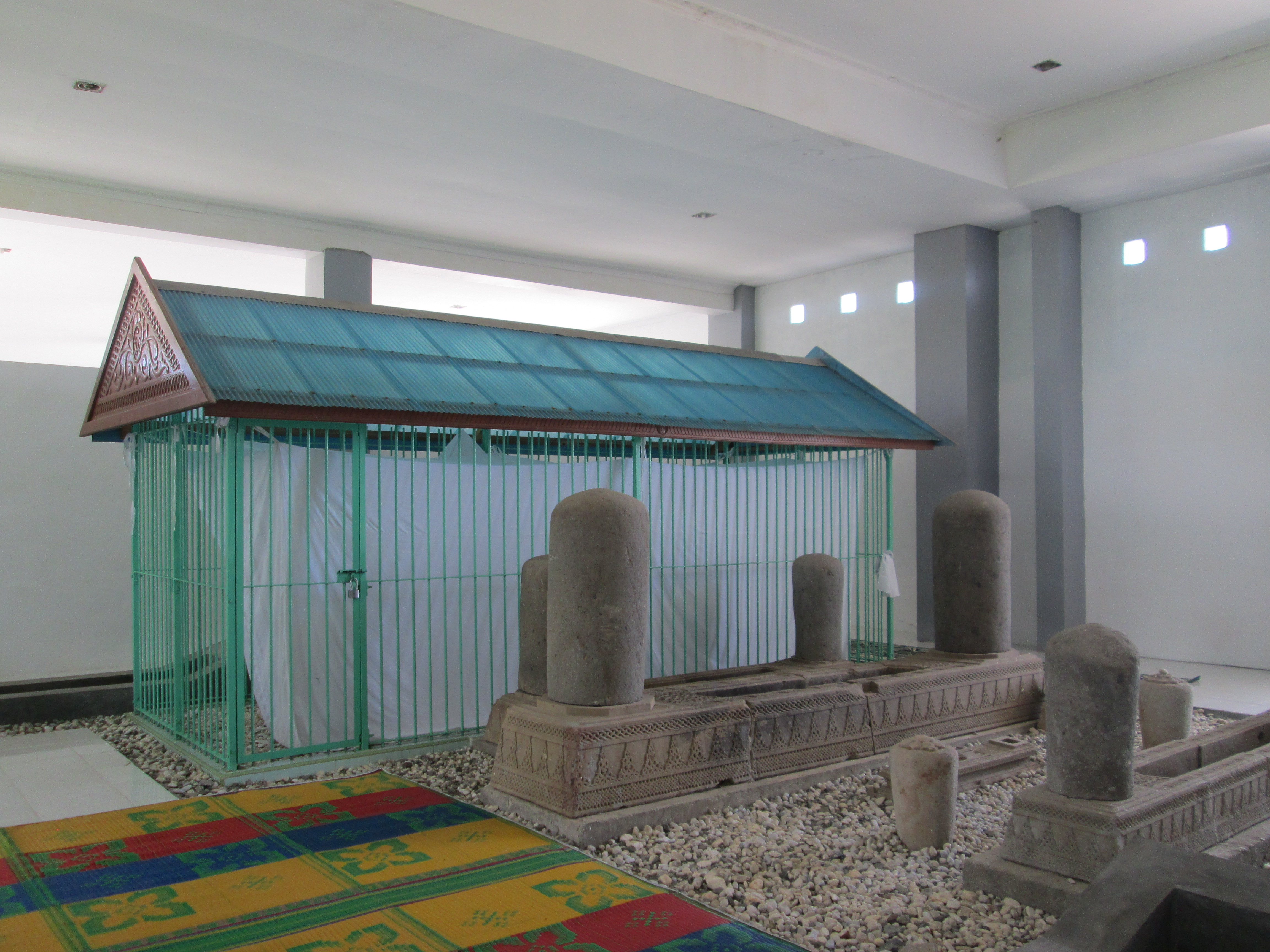
قبر عبد الرؤوف السنكيلي (مغطى) في باندا آتشيه.

كان عبد الرؤوف بن علي الفنصوري السنكيلي (1615–1693 م) عالمًا إسلاميًا مشهورًا ومفتي سلطنة آتشيه. وكان المقرب من السلطانة صفية الدين. كان يعتبر أول شخص ينشر الطريقة الشطارية الصوفية في إندونيسيا وجنوب شرق آسيا. أصبح الكثير من طلابه أيضًا دعاة للإسلام.
يُعتقد أن السنكيلي من مواليد سنكل، وهي بلدة على الساحل الغربي لأتشيه. إلى جانب كونه يسمى السنكيلي، كان نسبه الآخر هو الفنصوري، الذي يربطه ببلدة فنصور. يمكن أن يكون على صلة بشاعر وكاتب صوفي بارز آخر من تلك المدينة، حمزة الفنصوري.

## التعليم
كان يعتقد أن السنكيلي غادر إلى شبه الجزيرة العربية حوالي عام 1642. درس المعرفة المختلفة في التعليم الإسلامي لنحو عشرين عامًا في العديد من الأماكن، بما في ذلك في الدوحة واليمن وجدة ومكة، وخاصة في المدينة المنورة. وقد أدرج في كتابه «عمدة المحتاجين إلى سلوك مسلك المفردين» 19 مدرسًا وشيخاً و 27 باحثًا آخر كان على اتصال شخصي به. كان المعلمان الأكثر احتراما هما أحمد القشاشي وإبراهيم الكوراني. وأعطاه القشاشي إجازة ليكون خلفا له في الطريقة الشطارية والقادرية. بعد أن عاد السنكيلي إلى آتشيه، حافظ على مراسلاته مع الكوراني، وطلب آراء الكوراني بشأن المسائل الدينية.

## أعمال
كتب السنكيلي باللغة الماليزية والعربية، مع مواضيع منها التفسير، علم الكلام، التصوف، والفقه الإسلامي. كتب حوالي اثنين وعشرين كتابا. أحد كتبه الشهيرة كان عنوانه «مرآة الطلاب في تسهيل معرفة الأحكام الشرعية للملك الوهاب». يناقش الكتاب العديد من جوانب الفقه، مثل القواعد والقضايا المتعلقة بالزواج والمعاملات المالية والميراث.
بعض العناوين المختارة لأعماله، على النحو التالي:
- مرآة الطلاب في تسهيل معرفة الأحكام الشرعية للملك الوهاب (قواعد الفقه لمختلف الأنشطة)
- عمدة المحتاجين إلى سلوك مسلك المفردين (الصوفية)
- لب الكاشف والبيان لما يراه المحتضر بالعيان (صلاة الذكر للإعداد للموت)
- كتاب الفرائض (قانون الميراث)
- ترجمان المستفيد (ترجمة معاني القرآن الكريم إلى اللغة الملايوية، معظمه من تفسير الجلالين مع إضافات مأخوذة من تفاسير البيضاوي والخازن)
- الأحاديث الأربعين للإمام النووي (شرح الأحاديث الأربعين النووية )
- المواعظ البديعة (مجموعة أحاديث قدسية )
- كفاية المحتاجين إلى مشارب الموحدين القائلين بوحدة الوجود (الصوفية)
- دقائق الحروف (الصوفية)
- رسالة آداب المريد ( الصوفية )
- رسالة مختصرة في بيان شروط الشيخ والمريد (الصوفية)

## الدراسة
يوضح تفسيره ميله للتصوف الجديد، والجمع بين الجوانب الغريبة والباطنية في الإسلام. على الرغم من كونه شيخًا من الشطارية، لم يوافق السنكيلي على تدريس الوجودية، لكنه لم يعارضها بشكل علني مثل الرانيري.